# Музей современного искусства ЕАО
Музей современного искусства Еврейской автономной области (ЕАО) — государственный художественный музей в Биробиджане (Еврейская автономная область), учреждённый в 1989 году.

## История музея
Музей современного искусства ЕАО, основанный 28 августа 1988 по инициативе искусствоведа Бориса Юрьевича Косвинцева, открылся 22 апреля 1989 г., первоначально как филиал Дальневосточного художественного музея (Хабаровск).
В самостоятельную организацию музей был преобразован в июле 1996 года.
С первых дней существования музея началось формирование фондов и наполнение их произведениями искусства. Основная масса работ постоянной коллекции является произведениями художников Дальнего востока и Еврейской автономной области. Коллекция охватывает период, от Советского искусства 1970-1980-х годов, до произведений первой четверти XXI века. 
Как правило временные экспозиции Музея современного искусства ЕАО меняются каждый месяц. На данный момент, за всё время работы музея, в его стенах было организовано около 200 выставок.